# Ciclosporina
La ciclosporina és un fàrmac immunosupressor àmpliament utilitzat en el trasplantament d'òrgans per evitar el rebuig de trasplantament. Redueix l'activitat del sistema immunitari interferint amb l'activitat i el creixement dels limfòcits T.
Va ser inicialment aïllat del fong Tolypocladium inflatum trobat en unes mostres de terra de Noruega l'any 1969, per Hans Peter Frey. La majoria de pèptids són sintetitzats pels ribosomes, però la ciclosporina és un pèptid no ribosòmic cíclic d'11 aminoàcids que conté un D-aminoàcid, el qual és rarament trobat en la natura.
Es troba en la llista model de Medicaments essencials de l'Organització Mundial de la Salut, que conté els medicaments més importants que es necessiten en un sistema sanitari bàsic.

## Usos mèdics
La ciclosporina ha estat aprovada per la FDA per impedir i tractar la malaltia de l'empelt contra l'hoste en trasplantaments de medul·la òssia i per impedir el rebuig en trasplantaments de ronyó, cor i fetge. Als EUA el seu ús també està aprovat pel tractament d'artritis reumatoide i psoriasi, com una emulsió oftàlmica pel tractament d'ulls secs i com a tractament per la queratitis nummular anterior persistent secundària a queratoconjuntivitis adenoviral.
A més d'aquestes indicacions, la ciclosporina també es fa servir per al tractament de dermatitis atòpica severa, malaltia de Kimura, piodèrmia gangrenosa, urticària autoimmunitària crònica, èczema dishidròtic, dermatomiositis resistent, prurigen nodular, mastocitosi sistèmica aguda i determinades lesions eritematoses cutànies recurrents de la malaltia de Behçet. Administrada per via oral, ha demostrat ser d'utilitat contra èczemes dels palmells de les mans refractaris a la medicació habitual.
La ciclosporina ha estat utilitzada per tractar pacients amb colitis ulcerosa aguda greu i urticària autoimmunitària que no responen al tractament amb esteroides. En certs casos, pot ser una alternativa a la colectomia. Aquest fàrmac també es fa servir com a tractament de l'uveïtis recidivant posterior o intermèdia no infecciosa.
La ciclosporina A s'ha emprat com a fàrmac de primera línia en limfomes de cèl·lules T cutanis molt específics amb bons resultats a llarg termini.
A dosis baixes, administrades de forma perllongada, millora la simptomatologia de la cistitis intersticial resistent a les usuals línies terapèutiques.
És de vegades prescrita en casos veterinaris, particularment en casos extrems d'anèmia hemolítica relacionada amb el sistema immunitari. Les seves indicacions en Veterinària també inclouen alguns tipus de pèmfig, la fístula perianal canina, l'adenitis sebàcia, la pododermatitis crònica o l'otitis externa proliferativa crònica.
El BOE va publicar el 13 de juny de 2020 el llistat de medicaments que el Ministeri de Sanitat considera "essencials" per combatre el coronavirus, entre els quals hi ha la ciclosporina.

## Efectes adversos
Les reaccions adverses greus poden incloure inflamació de les genives, convulsions, úlceres pèptiques, pancreatitis, febre, vòmits, diarrea, confusió, hipercolesterolèmia, dispnea, entumiment i formigueig particularment dels llavis, pruïja, pressió arterial alta, retenció de potassi que possiblement pot causar hiperpotassèmia, disfunció dels ronyons i el fetge (nefrotoxicitat i hepatotoxicitat), sensació de cremor a les puntes dels dits, i una vulnerabilitat augmentada a les infeccions fúngiques i víriques oportunístiques. En resum, és nefrotoxic, neurotoxic, augmenta el risc de carcinoma escamós i infeccions, i sovint causa hipertensió (a causa de la vasoconstricció renal i la reabsorció incrementada de sodi). L'últim cas pot resultar en episodis cardiovasculars adversos seriosos; per això és recomanat que els prescriptors del fàrmac trobin la dosi eficaç més baixa per les persones que requereixen tractament a llarg termini. La ciclosporina també causa un creixement del cabell anormalment ràpid que no s'observa emprant el tacrolimus (un altre inhibidor de la calcineurina).
L'ús de la ciclosporina posterior al trasplantament renal és associat amb hiperuricèmia i, en alguns casos, gota. Això és a causa de la disminució en la filtració glomerular induïda per la ciclosporina que causa retenció d'àcid úric. L'ús d'azatioprina com una alternativa ha demostrat reduir la incidència d'artropatia gotosa.
En persones afectes d'anèmia aplàstica o sotmeses a trasplantaments, han estat descrits casos de trombosi del si venós cerebral relacionats amb la presa oral de ciclosporina.
S'ha observat que una forma alternativa del fàrmac, la geclosporina o ciclosporina G (OG37-324), és molt menys nefrotoxica que la ciclosporina estàndard (ciclosporina A). La ciclosporina G (massa molecular 1217) difereix de la ciclosporina A en l'aminoàcid de la segona posició, on una L-norvalina reemplaça l'àcid α-aminobutíric. Està classificada per l'Agència Internacional de Recerca sobre el Càncer en el Grup 1 de cancerigens (evidència suficient de carcinogenicitat en éssers humans). Una altra variant, la ciclosporina E, presenta in vitro i en un medi aquós uns efectes tòxics lleugerament menors.

## Mecanisme d'acció
L'efecte més important de la ciclosporina és minvar l'activitat dels limfòcits T i la seva resposta immunitària.
La ciclosporina s'uneix a la proteïna citosòlica ciclofilina dels limfòcits, especialment dels limfòcits T. Aquest complex de ciclosporina i ciclofilina inhibeix la calcineurina, la qual, sota circumstàncies normals, és responsable d'activar la transcripció de l'interleucina-2 (IL-2). En els limfòcits T, l'activació del receptor T de la cèl·lula normalment augmenta la quantitat de calci intracel·lular, el qual actua mitjançant la calmodulina per activar la calcineurina. Aleshores la calcineurina desfosforila el factor de transcripció nuclear activat dels limfòcits T (NFATc), el qual es trasllada al nucli del limfòcit T i augmenta l'activitat dels gens que codifiquen IL-2 i les citocines relacionades. La ciclosporina impedeix la desfosforilació de NF-ATc unint-se a la ciclofilina. També inhibeix la producció de limfocina i l'alliberament d'interleucina i, per tant, causa una funció reduïda dels limfòcits T efectors. No afecta l'activitat citostàtica.
La ciclosporina afecta els mitocondris impedint que s'obri el porus de transició de permeabilitat mitocondrial, per tant inhibint l'alliberament de citocrom c, un potent factor d'estimulació apoptòtic. Aquest no és el mecanisme primari d'acció per l'ús clínic, però és també un efecte important per a la recerca sobre l'apoptosi.
La ciclosporina s'uneix a la proteïna ciclofilina D (CypD) que constitueix part del porus de transició de permeabilitat mitocondrial (MPTP), i inhibeix la ruta metabòlica de la calcineurina fosfatasa.
El MPTP és trobat en la membrana mitocondrial dels miòcits cardíacs i introdueix ions de calci (Ca2+) als mitocondris. Quan el canal està obert, el Ca2+ entra als mitocondris, desequilibrant el potencial de transmembrana. Sense regulació adequada, això pot contribuir a disfunció i inflament mitocondrial. Per permetre la contracció normal, el Ca2+ intracel·lular augmenta, i el MPTP s'obre, introduint Ca2+ als mitocondris. La calcineurina és un fosfatasa activada pel Ca2+ que regula la hipertrofia cardíaca. La regulació ocorre a través de NFAT, el qual quan és desfosforilat, s'uneix a la GATA i forma un factor de transcripció amb habilitat de controlar el gen hipertròfic (2). L'activation de la calcineurina causa un increment de la hipertròfia.

## Metabolisme i activitat del metabòlit
La ciclosporina és altament metabolitzada pel fetge en éssers humans i animals després de la ingestió. Els metabòlits resultants inclouen ciclosporina B, C, D, E, H, L, entre d'altres. Els metabòlits de ciclosporina tenen activitat immunossupressora més baixa que la CsA (aproximadament <10%), i estan associats amb una nefrotoxicitat més alta.

## Biosíntesi
La ciclosporina és sintetitzada per una sintetasa de pèptids no ribosòmics, ciclosporina sintetasa. L'enzim conté un domini d'adenilació, un domini de tiolació, un domini de condensació, i un domini de N-metiltransferasa. El domini d'adenilació és responsable del reconeixement del substrat i l'activació de l'enzim, mentre que el domini de tiolació uneix covalentment els aminoàcids adenilats a la fosfopanteteïna i el domini de condensació allarga la cadena del pèptid. Els substrats de la ciclosporina sintetasa inclouen L-valina, L-leucina, L-alanina, glicina, àcid 2-aminobutíric, 4-metiltreonina, i D-alanina, el qual és l'aminoàcid que començar en el procés biosintètic. Amb el domini d'adenilació, la ciclosporina sintetasa genera els aminoàcids acil-adenilats, llavors uneix covalentment l'aminoàcid a la fosfopanteteïna a través d'un enllaç tioèster. Alguns dels aminoàcids de substrat esdevenen N-metilats per l'acció de la S-adenosil metionina. El pas de ciclizació allibera la ciclosporina de l'enzim. Els aminoàcids com D-Ala i butenil-metil-L-treonina indiquen que la ciclosporina sintetasa requereix l'acció d'altres enzims com la D-alanina racemasa. La racemització de L-Ala a D-Ala és depenent del piridoxal fosfat. La formació de butenil-metil-L-treonina és efectuada per una butenil-metil-L-treonina policètid sintasa que utilitza acetat o malonat com el seu substrat.

Figura 2: Biosíntesi de la butenil-metil-L-treonina

## Història
L'efecte immunosupressor de la ciclosporina va ser descobert l'any 1972 per empleats de Sandoz (ara Novartis) a Basel, Suïssa, en una prova de cribratge de supressió del sistema immunitari dissenyada i implementada per Hartmann F. Stähelin durant un treball de recerca de nous antifúngics. L'èxit de la ciclosporina per impedir el rebuig va ser demostrat en trasplantaments de ronyó per R.Y. Calne i col·legues a la Universitat de Cambridge i en trasplantaments de fetge fets per Thomas Starzl a l'hospital de la Universitat de Pittsburgh. El primer pacient, el 9 de març de 1980, va ser una dona de 28 anys. La ciclosporina va ser subsegüentment aprovada per l'ús l'any 1983.

## Formulacions
El fàrmac exhibeix una solubilitat molt baixa en aigua, i, en conseqüència, les formes de suspensió i emulsió del fàrmac han estat desenvolupades per a l'administració oral i per la injecció. La ciclosporina va ser introduïda al mercat per Sandoz, ara Novartis, sota la marca Sandimmune, que està disponible com càpsules de gelatina toves, com una solució oral, i com a formulació per administració intravenosa. Aquestes són totes composicions no aquoses. Una nova microemulsió, formulació administrada oralment, Neoral, està disponible com a solució i càpsules de gelatina toves (10, 25, 50 i 100 mg). Les composicions de Neoral han estat dissenyades per formar microemulsions en contacte amb aigua. A partir del 2002, una emulsió tòpica de ciclosporina per tractar la inflamació causada per la queratoconjuntivitis seca (síndrome de l'ull sec) ha estat comercialitzada amb el nom de Restasis (0.05%). Les formulacions de ciclosporina aspirada estan en desenvolupament clínic, i inclouen una solució en propilenglicol i dispersions en liposomes.
El fàrmac està també disponible com a preparació per gossos fabricada per Novartis Animal Health anomenada Atopica. Està indicada pel tractament de l'atòpia en gossos. A diferència de la forma humana del fàrmac, les dosis més baixes utilitzades en gossos indiquen que el fàrmac actua com un immunomodulator i té menys efectes secundaris que en éssers humans. Els beneficis d'utilitzar aquest producte inclouen la necessitat reduïda de teràpies concurrents per portar la malaltia sota control. També està disponible com un ungüent oftàlmic per gossos anomenat Optimmune, fabricat per Intervet, empresa que pertany al grup Merck.

## Recerca

### Neuroprotecció
La ciclosporina és actualment en la fase II/III (adaptativa) d'un estudi clínic a Europa per determinar la seva habilitat per millorar el dany neuronal cel·lular i les lesions per reperfusió (fase III) en traumes cerebrals. Aquest estudi està sent organitzat per NeuroVive Pharma i el Consorci Europeu de Lesions del Cervell amb la formulació de NeuroVive de ciclosporina anomenada NeuroSTAT (també anomenada CicloMulsion quan es va servir com a agent cardioprotector). Aquesta formulació utilitza una emulsió a base de lípids en comptes de cremophor i etanol. NeuroSTAT va ser recentment comparat amb Sandimmune en una fase d'estudi I i es va veure que eren bioequivalents. En aquest estudi, el NeuroSTAT no va exhibir les reaccions anafilàctiques i d'hipersensitivitat trobades en productes basats en cremophor i etanol.
La ciclosporina ha estat investigada com a possible agent neuroprotector en condicions de traumatisme cranioencefàlic, i ha estat demostrat que redueix el dany cerebral en experiments animals. La ciclosporina bloca la formació del porus de transició de permeabilitat mitocondrial, el qual causa gran part del dany associat amb lesions cerebrals i malalties neurodegeneratives. Les propietats neuroprotectores de la ciclosporina van ser descobertes per primera vegada en la primeria de la dècada de 1990 quan dos investigadors (Eskil Elmér i Hiroyuki Uchino) experimentaven amb trasplantaments cel·lulars. Un descobriment involuntari va ser que la CsA era fortament neuroprotectora quan travessa la barrera hematoencefàlica. Aquest mateix procés de destrucció mitocondrial a través de l'obertura del porus MPT està implicat en l'empitjorament de les lesions cerebrals traumàtiques. Es creu que la CsA pot limitar els danys per reperfusió en els infarts cerebrals isquèmics aguts, en especial si s'administra amb fàrmacs antioxidants com l'edavarona.

### Malalties cardíaques
La ciclosporina ha estat utilitzada experimentalment per tractar la hipertròfia cardíaca (un augment del volum de les cèl·lules miocardíaques).
L'obertura inadequada del porus de transició de permeabilitat mitocondrial (MPT) es manifesta en isquèmia (restricció del flux de la sang a un teixit) i les lesions per reperfusió (el dany que ocorre després de la isquèmia quan el flux de sang retorna al teixit), després de l'infart de miocardi i quan les mutacions en l'ADN polimerasa mitocondrial ocorren. El cor intenta compensar la malaltia incrementat la concentració intracel·lular de Ca2+ per tal d'augmentar el ritme dels cicles de contractilitat Ca2+
-dependents. Nivells alts de Ca2+ mitocondrial causen l'obertura inadequada del MPT, circumstància que provoca una disminució de la funció cardíaca i que també origina hipertròfia cardíaca com un intent de compensar el problema.
S'ha demostrat que la ciclosporina A (CsA) disminueix la hipertròfia cardíaca afectant els miòcits cardíacs de diferents maneres. La CsA s'uneix a la ciclofilina D per blocar l'obertura de MPT, i per això disminueix l'alliberament de la proteïna citocrom C, el qual pot causar la mort programada de les cèl·lules. La CypD és una proteïna dins del MPT que actua com una porta; la unió de CsA disminueix l'obertura inadequada de MPT, fet que disminueix el Ca2+ intramitocondrial,Ca2+
 i permet la reversió de la hipertròfia cardíaca causada per la resposta cardíaca original.Ca2+
 Reduir l'alliberament del citocrom C causa una disminució de la mort cel·lular durant lesions i malalties. La CsA també inhibeix la ruta metabòlica de la calcineurina fosfatasa, fet que també ha estat demostrat que causa una reducció de la hipertròfia cardíaca.